# 杉江奏子
杉江 奏子（すぎえ かなこ、1974年2月28日 - ）は、日本のフリーアナウンサー。

## 来歴
宮城県仙台市出身。白百合女子大学卒業。高校時代にはNHK杯全国高校放送コンテストに出場し、大学時代には放送研究会に所属していた。
大学を卒業後、1996年からテレビ信州のアナウンサーを務めた。
退社後はフリーアナウンサーとして活動。ニチエンプロダクション所属を経て、メディア・スタッフ所属のフリーアナウンサーになる。移籍後には、同社からの派遣でJ-WAVEニュースルームのアナウンサーを務めている。
長女と長男がいる。

## 担当番組
脚注の無いデータは、すべてメディア・スタッフ公式サイト内のプロフィールページからの参考。単発番組については除外する。

### テレビ番組
- ニュースプラス1信州（テレビ信州） - キャスター
- ズームイン!!朝!（日本テレビ） - テレビ信州中継キャスター
- 奥さまはホームドクター（テレビ信州） - キャスター兼ディレクター
- G+ 読売新聞ニュース（CS日本） - キャスター[5]

### ラジオ番組
- MUSIQUE VOYAGE（J-WAVE） - 火曜担当[8]
- LOHAS TALK（J-WAVE） - ナビゲーター